# Auburn University Women's Volleyball
La Auburn University Women's Volleyball è la squadra pallavolo femminile appartenente alla Auburn University, con sede ad Auburn (Alabama): milita nella Southeastern Conference della NCAA Division I.

## Storia
Il programma di pallavolo femminile della Auburn University viene fondato nel 1967, aderendo alla AIAW Division I. Chiuso al termine dell'annata 1980-81, viene reinstallato nel 1986, aderendo alla Southeastern Conference della NCAA Division I.

## Record
| Piazzamento |   | Edizione                    |
| ----------- | - | --------------------------- |
| Tornei NCAA | 3 | Secondo turno: 2 2010, 2022 |
| Tornei NCAA | 3 | Primo turno: 1 2023         |

## Conference
- Southeastern Conference: 1986-

## Allenatori
- Sandra Newkirk: 1974-1979
- Sandra Leigh: 1980
- Pat Ghastin: 1986-1990
- Sharon Dingman: 1991
- Liz Bitzer: 1992-1997
- Kris Grunwald: 1998-1999
- Kevin Renshler: 2000-2001
- Laura Farina: 2002-2007
- Wade Benson: 2008-2010
- Rick Nold: 2011-2019
- Brent Crouch: 2020-